# Савка Орест Іванович
Орест Іванович Савка (10 березня 1939, с. Крогулець, нині Україна — 16 червня 2022) — український актор, режисер, сценарист, громадський діяч. Батько Мар'яни Савки. Заслужений діяч мистецтв України (2006). Депутат Копичинецької міської і Гусятинської районної рад (1987—1998).
Член Народного руху України (від 1990), Тернопільської крайової ради НРУ (1997—1999); член обласного проводу Конгресу української інтелігенції (1995); полковник Українського козацтва, наказовий отаман, радник голови отамана Українського козацтва з питань культури і мистецтва (від 2001).
Член Національної спілки театральних діячів України (1998). Почесний член Всеукраїнського товариства «Просвіта» (1999).

## Життєпис
Орест Савка народився 10 березня 1939 року в селі Крогульці, нині Васильковецької громади Чортківського району Тернопільської области України.
Закінчив балетну студію при шахтарському ансамблі пісні й танцю в м. Чорногорка Хакаського АО Краясноярського краю (1958, нині РФ), 1-й Московський народний кіноуніверситет (1961), театральну студію при Тернопільському обласному музично-драматичному театрі (1963), режисерське відділення Теребовлянського культурно-освітнього училища (1971), режисерський факультет Київського інституту культури (1977), Республіканську режисерську лабораторію (1985). Учився у відомих майстрів театру і кіно — Георгія Товстоногова, Олега Єфремова, Марка Донського, Ігоря Ільїнського, Михайла Ромма, Федора Верещагіна, Ріми, Степаненко, Ярослава Геляса, Едуарда Мірошника, Генадія Макарчука.
У 1962—1965 — актор Тернопільського обласного музично-драматичного театру; згодом — режисер, головний режисер драматичного колективу Копичинецького міського Будинку культури (від 1967 — Копичинецький народний аматорський театр).
Від 1991 — художній керівник центру культури і дозвілля в м. Копичинці Гусятинського району, його директор (1996), водночас 1991—1996 — завідувач Копичинецького музею театрального мистецтва. Від 1996 — помічник голови Тернопільської ОДА; 1997—1999 — начальника управління культури ОДА; 1999—2000 — помічник голови ОДА. Від квітня 2000 — старший науковий співробітник Музею політичних в'язнів і репресованих у м. Тернопіль.
Автор сценаріїв та головний режисер (2001—2003), режисер (2005) всеукраїнських фестивалів козацької пісні «Байда» (м. Тернопіль), головний режисер фестивалю-конкурсу стрілецької та повстанської пісні «Дзвони Лисоні» (2006, м. Бережани). Співініціатор проведення Всеукраїнського конкурсу вокалістів ім. К. Чічки-Андрієнка в Тернополі.
Звання «народного» присвоєння колективам під керівництвом Ореста Савки: драматичного колективу обласної сільсько-господарської наукової станції (нині Подільська дослідницька станція) в м. Хоростків Гусятинського району (1982), театру поезії «Слово» в Копичинцях (1992). У 2001 році створив театр-студію «Новий Світ» у м. Тернопіль.
Засновник і головний режисер тернопільського народного драматичного театру-студії «Сузір'я».
Помер 16 червня 2022 року. Похований 17 червня 2022 року в Копичинцях.

## Театральні постановки
Здійснив понад 80 постановок за творами національного та світової драматургії і за власними сценаріями.
Серед них:
- «Гайдамаки» і «Невольник» за Т. Шевченком,
- «Мазепа — гетьман український»,
- «Сотниківна» (обидві — за Б. Лепким, інсценізація Б. Мельничука),
- «Легенда тернового поля» Л. Крупи.

Постановки театру поезії:
- «Оголені русла» М. Савки,
- «Полум'я Волині» Г. Петрука-Попика,
- «Із забуття — в безсмертя» О. Савки.

Театралізовані дійства за власними сценаріями:
- «Зборів — місто козацької слави»,
- «Берег Білий — слава вічна»,
- «Ой там, на горі Січ іде».

Ролі:
- Лукаш («Лісова пісня» Лесі Українки),
- Артур («Овід» Е.-Л. Войнич),
- Марат («Мій бідолашний Марат» О. Арбузова).

## Нагороди
- всеукраїнська літературно-мистецька премія імені Братів Богдана та Левка Лепких (2003),
- тернопільська обласна премія імені Володимира Гнатюка (2013)[3],
- лауреат всесоюзних та всеукраїнських фестивалів художньої творчості (1968—1970, 1975—1977, 1983—1985, 1987, 1992),
- орден «Знак пошани» (1986),
- орденами Українського козацтва «Віра» 4-го ступеня (2004) та «Честь» 3-го ступеня (2005),
- почесними відзнаками Міністерства культури СРСР «За досягнення в розвитку культури і мистецтв» (1982) та Міністерства культури України «За досягнення в розвитку культури і мистецтв» (2003),
- почесна ювілейна відзнака з нагоди 100-річчя від дня народження Головного командира УПА, генерал-хорунжого Романа Шухевича.

## Вшанування пам'яті
16 червня 2024 року в Копичинцях відкрито меморіальну дошку на честь Ореста Савки.